# Hradba

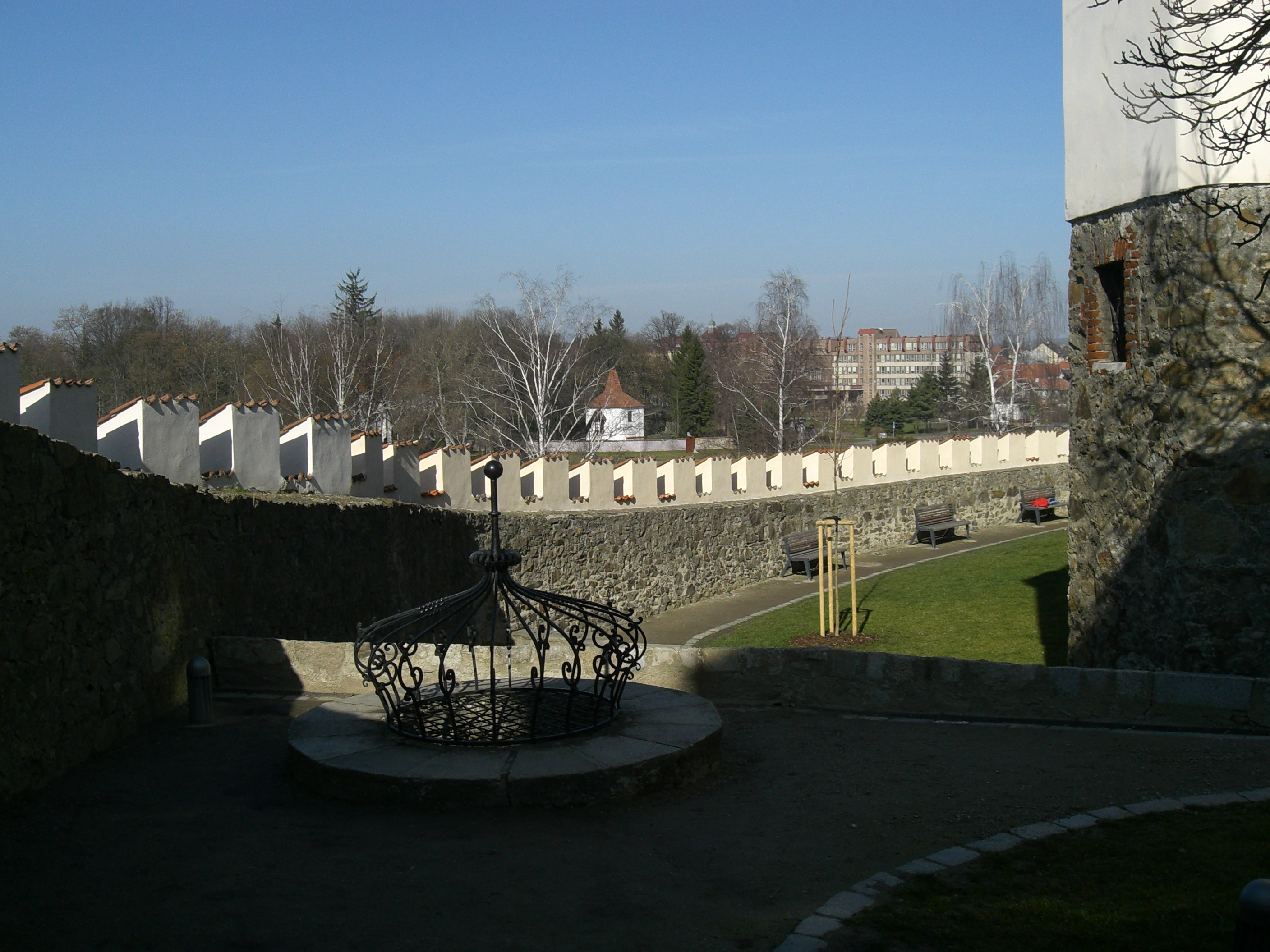
Rekonstruované opevnění města Písek v lokalitě Na Parkánech

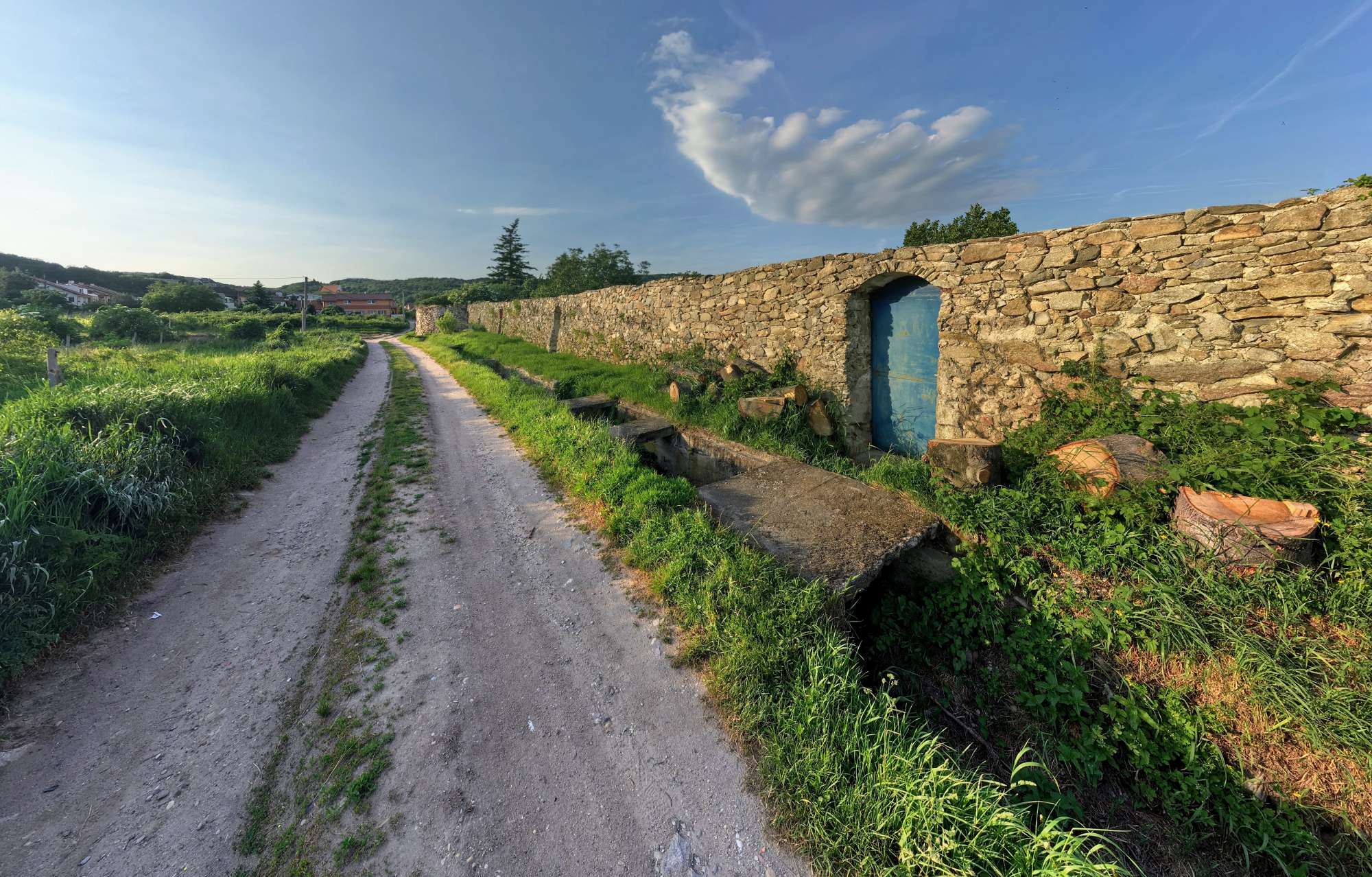
Svätý Jur – městské hradby

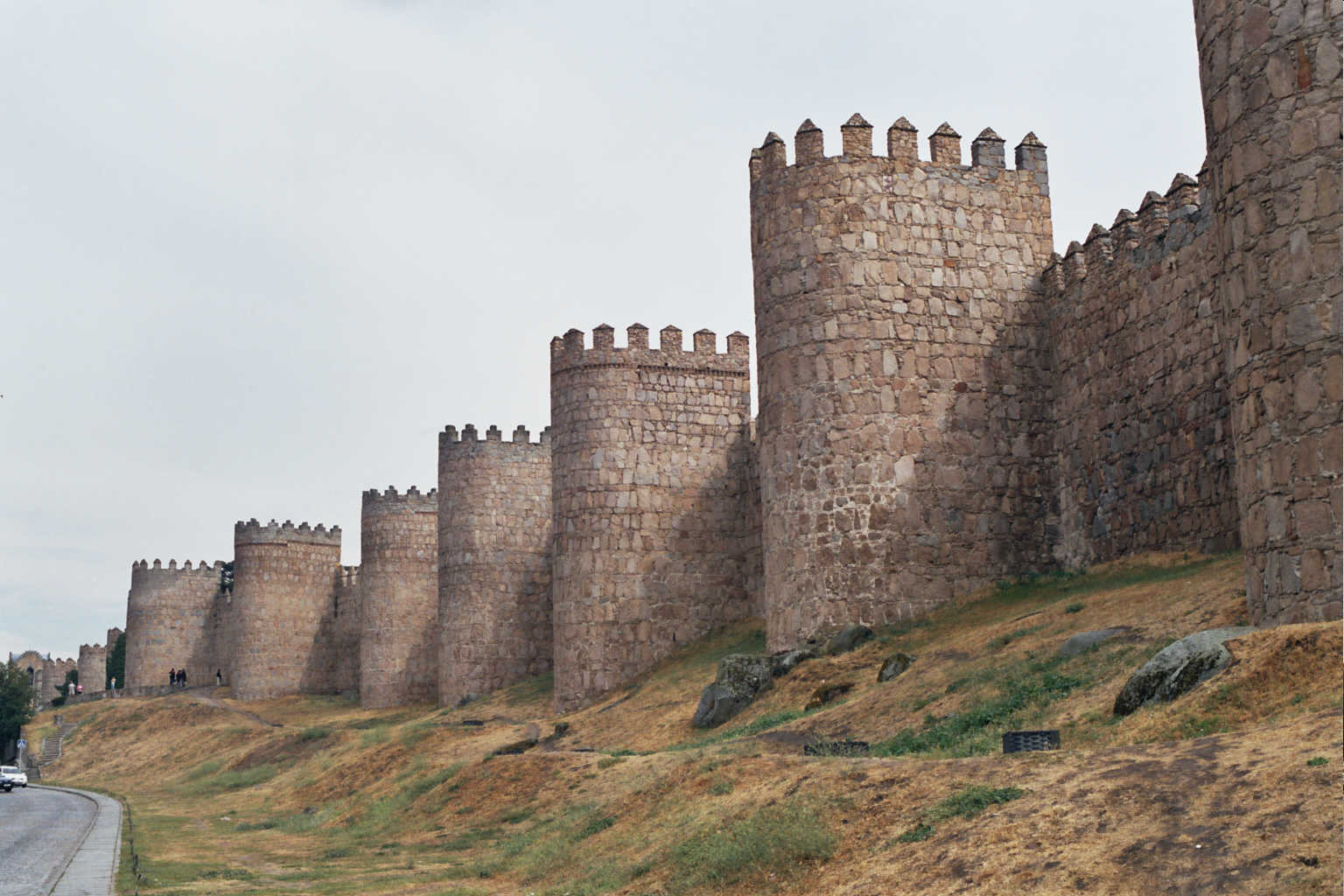
Hradby v Ávile, Španělsko – památka světového dědictví UNESCO

Hradba, obranná zeď, představuje základní prvek pasivní obrany, užívaný ve fortifikační architektuře především ve starověku a středověku. Sloužila k ochraně měst, pevností, tvrzí a hradů.
Historickými předchůdci hradby jsou val a palisáda, přestože i ty lze považovat za formu hradby. V raném středověku se hradby často stavěly pomocí dřevěné konstrukce, která byla kameny pouze vyplněna.
Hradba je zpravidla opatřena ochozem, který umožňuje aktivní obranu ostřelováním předpolí. Existují ovšem i případy hradeb bez ochozu, kde váha aktivní obrany spočívala pouze na hustě umístěných hradebních věžích. Hradba byla zpravidla vybavena tzv. cimbuřím, které obráncům umožňovalo efektivněji se krýt za jednotlivými stínkami hradby. S rozvojem střelných zbraní v pozdním středověku bývaly hradby opatřovány krytým podsebitím, které jednak umožňovalo efektivnější obranu její paty, jednak například chránilo střelné zbraně před zvlhnutím prachu. V pozdním středověku se také měnila podoba a proporce hradby. Docházelo k jejímu mohutnění, objevovaly se v ní kasematy a nakonec se vyvinula do podoby nízkých obezděných zemních bastionů.
Svérázným typem hradeb středověkých měst a hradů je hradba parkánová; někdy má specifickou podobu, například v případě hradby štítové či plášťové.
Hradba bývala kombinována s dalšími fortifikačními prvky, kupříkladu baštami, věžemi nebo příkopem. Zděna bývala zpravidla z lomového kamene, v některých částech Evropy však také z tesaných kvádrů. V místech s nedostatkem kamene se hojně používaly též cihly. Především u skalních hradů sloužily jako hradby také přitesané skály.
Hradby evropských měst začaly být jako nepotřebné hromadně demolovány v průběhu 19. století, což umožnilo nový rozvoj a růst měst. V místech zbořených hradeb často vznikly sady či okružní ulice, například Ringstrasse ve Vídni.